# Oribatella serrata
Oribatella serrata är en kvalsterart som beskrevs av Balogh och Sandór Mahunka 1969. Oribatella serrata ingår i släktet Oribatella och familjen Oribatellidae. Inga underarter finns listade i Catalogue of Life.